# Intra muros
Intra muros este o expresie în limba latină cu sensul „înăuntrul zidurilor” (cetății), spre deosebire de extra muros, cu sensul „în afara zidurilor” (cetății), cu referire la orașele antice, respectiv medievale, protejate cu ziduri.

## Structura orașelor
În prezent, termenul „intra muros” este folosit pentru a desemna acea parte din oraș înconjurată cu ziduri, denumită de regulă „orașul vechi”, deși din „orașul vechi” pot face parte și cartiere istorice aflate în afara zidurilor.
Termenul „intra muros” continuă să fie folosit spre a desemna o zonă din oraș, chiar dacă zidurile fortificate nu mai există, fiind demolate sau înlocuite cu terasamente. În istoria construcției orașelor, cartierele din interiorul zidurilor se deosebeau clar de cele dinafara lor. Ele au apărut în perioada preindustrială și structura lor reda, de regulă, structura stărilor medievale, în baza căreia membrii unei bresle, care practicau aceeași meserie, erau obligați să locuiască pe aceeași stradă. Străzile erau mai înguste și loturile de casă sensibil mai mici decât în cartierele noi.
Termenul „intramuros” se păstrează și în prezent ca denumire oficială, în limba spaniolă, a „orașului vechi” din Manila.
Termenul „extra muros” desemna inițial teritoriul și, implicit, jurisdicția exterioare orașului medieval. În timp, termenul a început să desemneze și cartierele orașului construite în afara zidurilor, mai precis suburbiile care au fost ridicate în jurul multor orașe, în secolele XVII - IXX, fără a mai fi protejate de ziduri. Cele mai reprezentative exemple de extindere „extra muros” a orașelor aflate în plină dezvoltare sunt „faubourg”-urile Parisului sau suburbiile Vienei (așa-numitele „Bezirk”-uri, de la 3 la 9), protejate doar de un terasament.

## Sensuri derivate
De la poetul roman Horațiu ne-a rămas un vers devenit zicală: latină Iliăcos intra muros peccātur et extra, adică „Se păcătuiește și înăuntrul zidurilor Troiei, ca și înafara lor” (în Epistole, cartea 1, 2, 16), cu sensul mai larg „peste tot se fac greșeli”.
Expresia „intra muros” se mai folosește și cu sensul de „confidențial”, „secret”, adică nedestinat publicului.